# Romuald Miaśkiewicz
Romuald Miaśkiewicz (ur. 31 stycznia 1900 w Legardzie koło Gostynina, zm. 28 października 1958 w Starych Proboszczewicach) – polski nauczyciel i pedagog, oficer Wojska Polskiego, więzień niemieckich obozów koncentracyjnych.

## Życiorys
Urodził się w Legardzie jako szóste dziecko Jana i Marianny z Imocińskich. Początkowe nauki pobierał w szkole powszechnej w Podgórzu. Następnie uczęszczał do Państwowego Gimnazjum im. Tadeusza Kościuszki w Gostyninie.
W 1920 roku, jak większość gostynińskich gimnazjalistów, zgłosił się na ochotnika do Komendy Uzupełnień w Płocku. 23 lipca 1920 roku został wcielony do 8 kompanii ówczesnego 1 Syberyjskiego Pułku Piechoty. Brał udział w wojnie polsko-bolszewickiej, walczył pod Borkowem, pod Makowem i pod Chorzelami. 12 lutego 1921 roku został bezterminowo zwolniony z Pułku jako uczeń szeregowiec i wstąpił do Państwowego Seminarium Nauczycielskiego Męskiego im. Króla Bolesława Krzywoustego w Płocku, które ukończył 28 czerwca 1925 roku. 1 września tego samego roku został nauczycielem Publicznej Szkoły Powszechnej w Miszewie Murowanym. W 1927 roku został mianowany podporucznikiem rezerwy ze starszeństwem 1 lipca 1925 roku (Dziennik Personalny 1927.06.25 R.8 Nr 17).
W 1928 roku brał udział w ćwiczeniach oficerów rezerwy w Szkole Podchorążych Rezerwy nr 4 w Tomaszowie Mazowieckim, gdzie ukończył skrócony kurs. W 1929 roku odbył ćwiczenia aplikacyjne w 37 Łęczyckim Pułku Piechoty. W latach 1929–1932 pracował jako nauczyciel Szkoły Powszechnej w Sędku. W 1930 roku brał udział w ćwiczeniach oficerów rezerwy w 37 Pułku Piechoty. Wówczas był szefem V Płockiej Kompanii Przysposobienia Wojskowego. W 1931 roku odbył ponowne ćwiczenia aplikacyjne w 37 Pułku Piechoty. W 1932 roku brał udział w ćwiczeniach oficerów rezerwy w 37 Pułku Piechoty.
Zainicjował budowę szkoły w Proboszczewicach. Organizował fundusze oraz materiały budowlane. W latach 1932–1939 był jej kierownikiem. Był członkiem Zarządu Powiatowego Związku Strzeleckiego w Płocku. Z dniem 6 sierpnia 1939 roku został mianowany porucznikiem rezerwy.
W trakcie kampanii wrześniowej, służył w 78 Pułku Piechoty jako dowódca plutonu. Brał udział w bitwie pod Mławą i obronie Warszawy.
Po przegranej wojnie obronnej, powrócił do Proboszczewic.

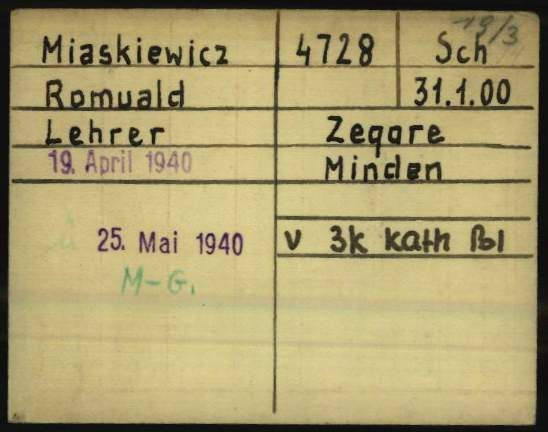
Karta rejestracyjna Romualda Miaśkiewicza jako więźnia w nazistowskim obozie koncentracyjnym w Dachau

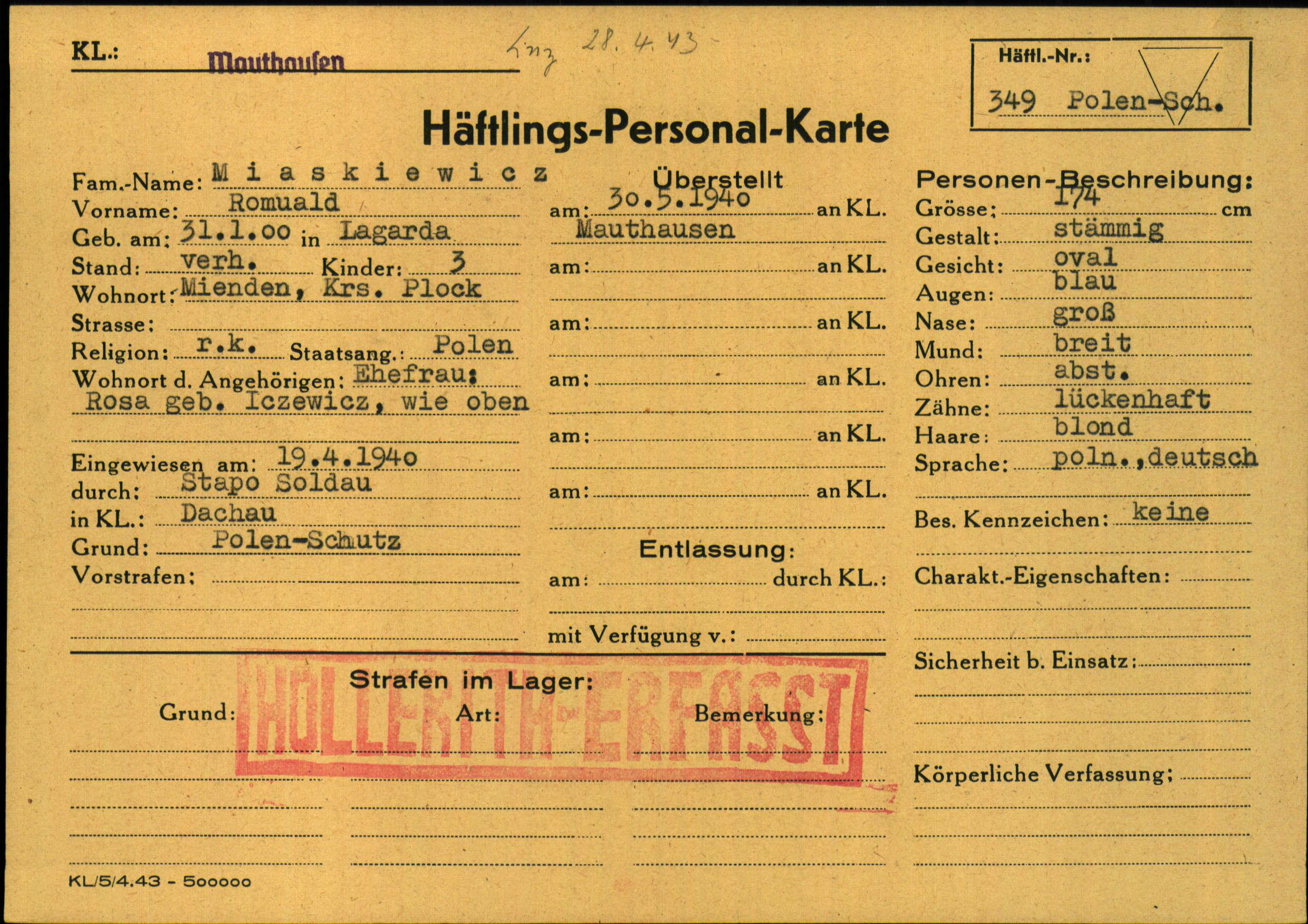
Karta rejestracyjna w obozie Mauthausen

W dniu 7 kwietnia 1940 roku, został aresztowany przez Niemców jako tzw. Schutzhaft (więzień polityczny uwięziony prewencyjnie). Trafił do obozu Soldau, wraz z innymi nauczycielami i księżmi, m.in. swoim uczniem, księdzem Stanisławem Bornińskim. Został dostarczony przez Policję Państwową do KL Dachau, gdzie otrzymał numer 4728. W dniu 26 maja 1940 roku, został wywieziony do KL Mauthausen – Komando Gusen, gdzie otrzymał numer 608. Tamże zginął ksiądz Borniński, z którym razem znosił trudy niewoli. Następnie w dniu 30 maja 1940 roku, trafił do obozu głównego z numerem 349, gdzie przebywał do 28 kwietnia 1943 roku. W tym samym roku został przeniesiony do podobozu Linz i Linz III, gdzie pracował jako Hilfsarbeiter (robotnik niewykwalifikowany).
Po wyzwoleniu obozu w dniu 5 maja 1945 roku, dołączył do Polskich Sił Zbrojnych na Zachodzie jako porucznik. Przebywał w obozie Wojska Polskiego w La Courtine bez przydziału. 28 lipca 1945 roku powrócił do kraju i został ponownie kierownikiem szkoły w Proboszczewicach. Wskutek przynależności do PSZ, służbowo zwolniony i przeniesiony do Kroczewa.
Zmarł na atak serca 28 października 1958 roku. Jest patronem ulicy w Nowych Proboszczewicach.

## Rodzina
Ożenił się z nauczycielką Różą Idźkiewicz w 1929 roku. Miał trójkę dzieci: Aleksandrę (1930), Ewę (1935), Krzysztofa (1938).